# Кенні Каннінгем
Не плутати з костариканським футболістом Кенні Каннінгемом. 
Кенні Каннінгем (англ. Kenny Cunningham, нар. 28 червня 1971, Дублін) — ірландський футболіст, захисник.
Насамперед відомий виступами за клуби «Вімблдон» та «Бірмінгем Сіті», а також національну збірну Ірландії.

## Клубна кар'єра
У дорослому футболі дебютував 1989 року виступами за команду клубу «Міллволл», в якій провів п'ять сезонів, взявши участь у 136 матчах чемпіонату.
Своєю грою за цю команду привернув увагу представників тренерського штабу клубу «Вімблдон», до складу якого приєднався 1994 року. Відіграв за клуб з Лондона наступні вісім сезонів своєї ігрової кар'єри. Більшість часу, проведеного у складі «Вімблдона», був основним гравцем захисту команди.
2002 року уклав контракт з клубом «Бірмінгем Сіті», у складі якого провів наступні чотири роки своєї кар'єри гравця. Граючи у складі «Бірмінгем Сіті» також здебільшого виходив на поле в основному складі команди.
Завершив професійну ігрову кар'єру у клубі «Сандерленд», за команду якого виступав протягом 2006—2007 років.

## Виступи за збірну
1996 року дебютував в офіційних матчах у складі національної збірної Ірландії. Протягом кар'єри у національній команді, яка тривала 11 років, провів у формі головної команди країни 70 матчів.
У складі збірної був учасником чемпіонату світу 2002 року в Японії і Південній Кореї.